# Місентя

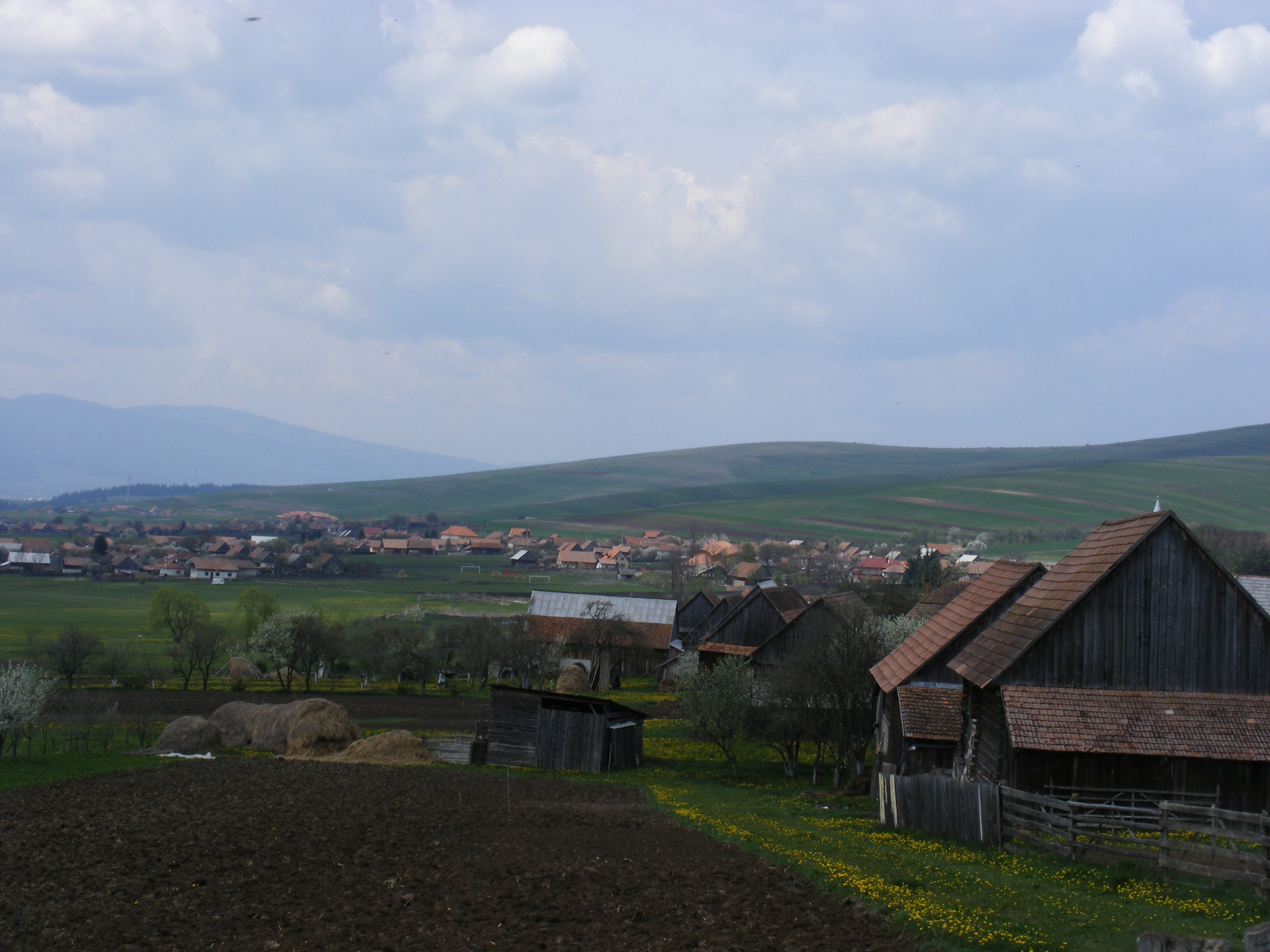

Місентя (рум. Misentea) — село у повіті Харгіта в Румунії. Входить до складу комуни Лелічень.
Село розташоване на відстані 210 км на північ від Бухареста, 7 км на південний схід від М'єркуря-Чука, 77 км на північ від Брашова.

## Населення
За даними перепису населення 2002 року у селі проживали 1011 осіб.
Національний склад населення села:
| Національність | Кількість осіб | Відсоток |
| -------------- | -------------- | -------- |
| угорці         | 994            | 98,3%    |
| цигани         | 12             | 1,2%     |
| румуни         | 5              | 0,5%     |

Рідною мовою назвали:
| Мова      | Кількість осіб | Відсоток |
| --------- | -------------- | -------- |
| угорська  | 1006           | 99,5%    |
| румунська | 5              | 0,5%     |